# Zanthoxylum caribaeum
El chichón (Zanthoxylum caribaeum) es una especie arbórea perteneciente a la familia de las rutáceas. Zanthoxylum caribaeum fue descrita por Jean-Baptiste Lamarck y publicado en Encyclopédie Méthodique, Botanique 2: 39, en el año 1786.

## Descripción
Es un árbol que alcanza un tamaño de 5–16 m de alto, los troncos armados con acúleos. Hojas alternas e imparipinnadas, de 15-27 cm de largo; raquis cilíndrico, con 5-14 folíolos, ápice agudo o acuminado. Las inflorescencias en panículas terminales y subterminales, 2.5-15 cm de largo.
Ramas jóvenes glabras, con o sin aguijones. Flores verdes, con cinco pétalos. Frutos en folículos café a negro al madurar, globosos, de 4-5 mm de diámetro. Semillas negras, globosas, de 3 a 4 mm. La especie se distingue por su borde crenado (dientes redondeados) y el olor desagradable de sus hojas al ser estrujadas. Fruto y semilla: baya globosa que mide hasta 4 cm de diámetro de color amarillo claro. El fruto tiene una apariencia de pico de loro, con numerosas semillas globosas muy pequeñas menores a 0.1 cm de diámetro.

## Distribución
Se distribuye en México en la vertiente del Golfo de México, desde Tamaulipas hasta Yucatán, y en la vertiente del pacífico, desde Sinaloa hasta Chiapas. Fuera de México se localiza, desde Belice hasta Costa Rica.

## Ambiente
Se le encuentra principalmente en bosques húmedos de alturas intermedias, de 30 a 1300 m s. n. m., cuya precipitación varía  de 1800 a 2000 mm anuales y una temperatura media anual de 24 °C. Es una especie que prefiere suelos  ácidos, con un pH de hasta 4.5.

## Estado de conservación
Es una planta utilizada tradicionalmente en el sureste mexicano para tratar diferentes enfermedades, como; diarrea, reuma, dolor de cabeza, pasmo. Recientemente se llevó a cabo un estudio científico para evaluar extracto hexánico de esta especie y cuyo resultado es interesante, ya que se encontró que el extracto es antibacteriano y no mutagénico, propiedad que lo convierte en una especie potencial para la generación de antibióticos.  Es una especie que no se encuentra bajo alguna categoría de protección  en México, de acuerdo a la NOM-059- ECOL- SEMARNAT- 2010.